# Nilgirius scaber
Nilgirius scaber is een hooiwagen uit de familie Trionyxellidae.